# لیدییت
لیدییت (به انگلیسی: Lydiate) یک محله مدنی و حومه شهر در بریتانیا است که در کلان‌شهر مستقل سفتون واقع شده‌است. لیدییت ۶٬۳۰۸ نفر جمعیت دارد.